# Kanton Loudes
Loudes is een voormalig kanton van het Franse departement Haute-Loire. Het kanton maakte deel uit van het arrondissement Le Puy-en-Velay. Het werd opgeheven door het decreet van 17 februari 2014, met uitwerking op 22 maart 2015. Alle gemeenten werden toegevoegd aan het kanton Saint-Paulien.

## Gemeenten
Het kanton Loudes omvatte de volgende gemeenten:
- Chaspuzac
- Loudes (hoofdplaats)
- Saint-Jean-de-Nay
- Saint-Privat-d'Allier
- Saint-Vidal
- Sanssac-l'Église
- Vazeilles-Limandre
- Vergezac
- Le Vernet